# هوراس هيرنغ
هوراس هيرنغ (بالإنجليزية: Horace Herring)‏ هو سياسي نيوزلندي، ولد في 1884، وتوفي في 1962. حزبياً، نشط في حزب العمال النيوزيلندي. وقد انتخب عضو مجلس النواب النيوزيلندي.